# Ante Stantić
O. Ante od Djeteta Isusa (Stantić), OCD (rođen kao Alojzije Ante Stantić, Đurđin, 4. ožujka 1919. – Zagreb, 6. prosinca 2013.) bio je hrvatski katolički svećenik i crkveni povjesničar, karmelićanin. Bio je jedan od aktivnijih autora o povijesti Karmela i karizmi svete Terezije od Isusa. 

## Životopis

### Mladost i obrazovanje
Rodio se u 4. ožujka 1919. Đurđinu kod Subotice. U Subotici je išao u pučku školu, a gimnaziju je pohađao u Subotici i Somboru. Školovao se zajedno s Antom Sekulićem i Matom Brčićem Kostićem. Nakon što se odlučio zarediti i postati svećenik, pridružuje se 1937. karmelićanima. U Poljskoj u Czerni je pohađao prvu godinu novicijata. Prve je zavjete položio 1938. u istoj u Czerni. U isto je vrijeme studirao filozofiju u poljskim Wadowicama. Zbog napada Njemačke i SSSR-a na Poljsku, odlazi nastaviti studij u Italiju u Trevisu i u Rim. U Rimu se je 1943. zaredio za svećenika.
Na Teresianumu je diplomirao, a 1945. magistrirao teologiju. Na Gregoriani je 1950. doktorirao crkvenu povijest.

### Pastoralni i teološki rad
Iste godine postaje karmelićanskim poglavarom u Haifi. Nakon toga je bio vikar u glavnoj kući Reda na Gori Karmelu. 1956. godine odlazi u Rim gdje sve do 1963. obnaša službu vicerektora i rektora Međunarodnog odgojnog zavoda i predaje crkvenu povijest na Papinskome teološkom fakultetu Teresianum. 
U domovinu se vratio 1963. godine, u Remete. Ondje je zajedno s o. Ivanom Keravinom, o. Ladislavom Markovićem i o. Vilkom Dorotićem podizao karmelski red u Hrvatskoj, u svetištu kojim su od Drugog svjetskog rata upravljali karmelićani i karmelićanski samostan, netom osnovan (1960. godine). Bio je odgojitelj, obnašao dužnost karmelićanskog priora, četiri puta dužnost provincijala i nekoliko puta savjetnika. Jedanaest godina je bio župnikom u Remetama i održao je mnoštvo duhovnih vježbi.
Nakon toga je dvadeset godina bio vicepostulator u postupku za proglašenje blaženim Sluge Božjega o. Gerarda Tome Stantića. Osim toga, bio je i peritus u kauzama Slugu Božjih Vendelina Vošnjaka i Ante Antića.

## Djela
Stantić je najviše pisao o karmelićanima u Bačkoj i sluzi Božjemu o. Gerardu Tomi Stantiću.
- Crkva u životu i djelima svete Terezije Avilske onda! A danas? (1973.)[1]
- Kratak pregled remetske crkve i samostana (1978.)[2]
- Uvod u djela Sv. Ivana od Križa (1978.)[3]
- Pregled povijesti Karmelskog reda i terezijanske obnove (1982.)
- Zagrliti Krista i duše : životni put sluge Božjega Gerarda Tome Stantića, karmelićanina : 1876. – 1956. (1994.)[4]
- »Odreknuće«, »poništenje« u učenju Ivana od Križa (1994.)[5]
- Karmelićani : povijest Reda (1995.)[6]
- Pastoralno djelovanje karmelićana u Somboru (2005.)[7]
- Disanje duše : nacrti o duhovnom životu : sluga Božji o. Gerard Tomo Stantić (2006.)[8]
- Otajstvom Isusova djetinjstva do mistike : ulomci iz pisane riječi o. Gerarda Tome Stantića (2017.)[9]